# قلعة أبرانتيس
تطل قلعة أبرانتس (بالبرتغالية: Fortaleza de Abrantes) على مدينة أبرانتيس، وتقع في بلدية أبرانتيس ضمن مقاطعة سانتاريم في منطقة ريباتيجو. تتوزع القلعة بين الأبرشيتين المدنيتين ساو جواو وساو فيسنتي. كانت القلعة جزءًا من تحصينات الاسترداد التي شكلت خط تاغوس (بالإنجليزية: Tagus Line)، وهو سلسلة من القلاع والبؤر الاستيطانية خلال العصور الوسطى. تم دمج القلعة مؤخرًا في منطقة سياحية تسمى Região de Turismo dos Templários (بالإنجليزية: Tourist Region of the Templars).

## تاريخ
في البداية، كانت منطقة قلعة أبرانتس مأهولة بهيكل كاسترو لوسيتاني. استولى عليها القنصل الروماني ديسيموس جونيوس بروتوس حوالي عام 130 قبل الميلاد، وظلت تحت السيطرة الرومانية لبعض الوقت بعد أن قام بروتوس بتوسيعها وإعادة تشكيلها. تعاقبت الغزوات على القلعة من قِبل الآلان في عام 411، والقوط الغربيين في عام 492، والمغاربة في عام 716، مما أظهر أهمية الموقع الاستراتيجية وأدى إلى إنشاء حامية عسكرية دائمة.
أثناء الاسترداد المسيحي، استولت قوات تابعة لأفونسو هنريكس (1112-1185) على المستوطنة في منطقة أبرانتيس من المغاربة، وأعاد هيكلة دفاعاتها لجذب المستوطنين. منح الأراضي إلى وسام سانتياغو في عام 1172 لمراقبة ومساعدة الحجاج على طريق القديس جيمس. لاحقًا، أصبحت القلعة جزءًا من خط تاغوس (Tagus Line) الذي أنشأه فرسان الهيكل للسيطرة على الأراضي المستعادة من المسلمين.

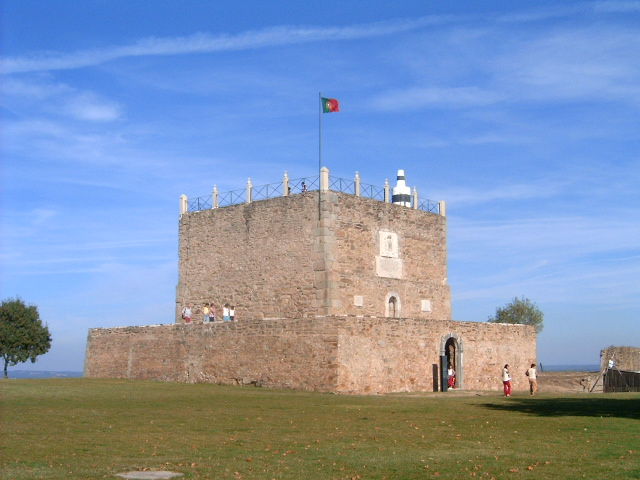
كتلة الاحتجاز، الواقعة في المخطط المركزي للقلعة في المشاعات المستخدمة كساحة عسكرية خلال القرن الثامن عشر

في القرن الثاني عشر، شكلت قلعة أبرانتس حاجزًا دفاعيًا مع قلاع أخرى مثل ألمورول، وكاستيلو برانكو، ومونسانتو، وبومبال، وتومار، وتوريس نوفاس، وزيزيري، مما ساهم في الدفاع عن المسار الأوسط لنهر تاجة. في عام 1179، تمكنت القلعة من مقاومة قوات الخلافة الموحدية بقيادة المغربي أبيم يعقوب، وحصلت على مكافأة فورال تقديرًا لمقاومتها البطولية.
في عهد سانشو الأول (1185-1211)، استعاد الخليفة أبو يوسف يعقوب المنصور القلعة عام 1191، باستثناء إيفورا. في عام 1250، بدأ أفونسو الثالث في تعزيز دفاعات القلعة، بما في ذلك بناء مبنى السجن وتوسيع الأسوار. استمرت أعمال البناء في عهد خليفته دينيس بين عامي 1300 و1303.

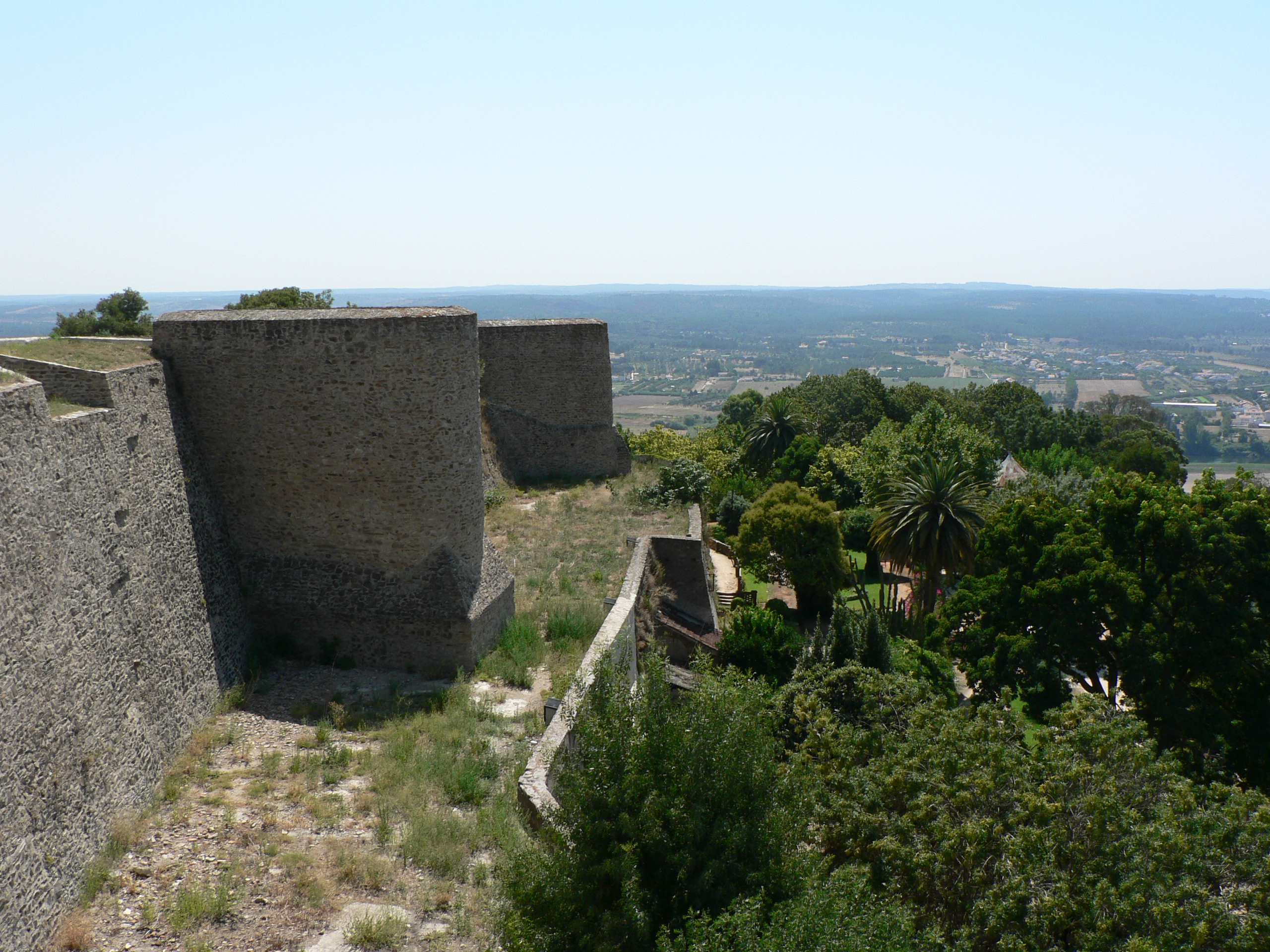
أسوار قلعة أبرانتيس تطل على المستوطنة الحضرية للمدينة

تدهورت حالة القلعة في النصف الثاني من القرن السادس عشر، خاصة خلال أزمة الخلافة البرتغالية عام 1580. في سياق حرب الاستعادة البرتغالية، قرر بيتر الثاني إعادة بناء القلعة لتحويلها إلى حصن من العصور الوسطى، مستوحاة من طراز فوبان. شملت عملية إعادة البناء تقوية الأسوار وبناء جدران ثانوية داخل الحصون.
في القرن الثامن عشر، تم تكييف القلعة لاستخدامها كحامية لفوج من سلاح الفرسان الملكي. بين عامي 1792 و1799، تم توسيع الأحياء واحتلالها من قبل فيلق بقيادة مركيز ألورنا. خلال حرب شبه الجزيرة في بداية القرن التاسع عشر، شهدت القلعة مرور القوات النابليونية مرتين. في عام 1809، تم تحسين التحصينات تحت قيادة المهندس مانويل دي سوزا راموس، ولكن قوات ماسينا دمرت قصر مركيز أبرانتيس بعد احتلال القلعة.
- في منتصف القرن العشرين، تم تصنيف مباني ومنشآت القلعة كملكية ذات مصلحة عامة بموجب مرسوم (يوليو 1957). في نهاية الستينيات، تم تطوير مشاريع لإعادة بناء الجدران وتعزيزها، واستمرت هذه المشاريع حتى السبعينيات.

في عام 1809، تم تحسين التحصينات تحت قيادة المهندس مانويل دي سوزا راموس، قبل أن تحتلها قوات ماسينا، التي دمرت قصر مركيز أبرانتيس.  بعد ذلك، تم إلغاء تنشيط منشآت القلعة وتحويلها إلى مقر عسكري، مما أدى إلى تغييرات في هيكلها.
في عام 1860، تم إجراء إصلاحات في مبنى السجن، معززة بجدار خارجي، أمر ببنائه بارون باتالها. 
في منتصف القرن العشرين، تم تصنيف مباني ومنشآت القلعة على أنها ملكية ذات مصلحة عامة ( Imóvel de Interesse Público ) بموجب مرسوم (يوليو 1957) من قبل Direcção-Geral dos Edifícios e Monumentos Nacionais (DGEMN) ( المديرية العامة للمباني والآثار الوطنية ).  في نهاية الستينيات، تم تطوير مشاريع إعادة البناء لتعزيز وترميم جدران القلعة، والتي استمرت حتى السبعينيات (وشملت إعادة البناء الجزئي لكتلة الاحتجاز).
في 1 يونيو 1992، أصبح الحصن تحت سلطة المعهد البرتغالي للهندسة المعمارية (IPPAR)، رائد معهد إدارة التراث المعماري والأثري (المرسوم 106F/92). 
وفي عام 2002، تم إنشاء برنامج لصيانة المبنى والترويج له، والذي تضمن طرح مناقصة عامة لتجديد المبنى؛ تم إغلاق القلعة بين عامي 2002 و 2004 للتمكن من إجراء التجديدات.  وبعد الانتهاء من ذلك، أعيد افتتاح القلعة رسميًا في 18 أبريل 2004. 

## بنيان

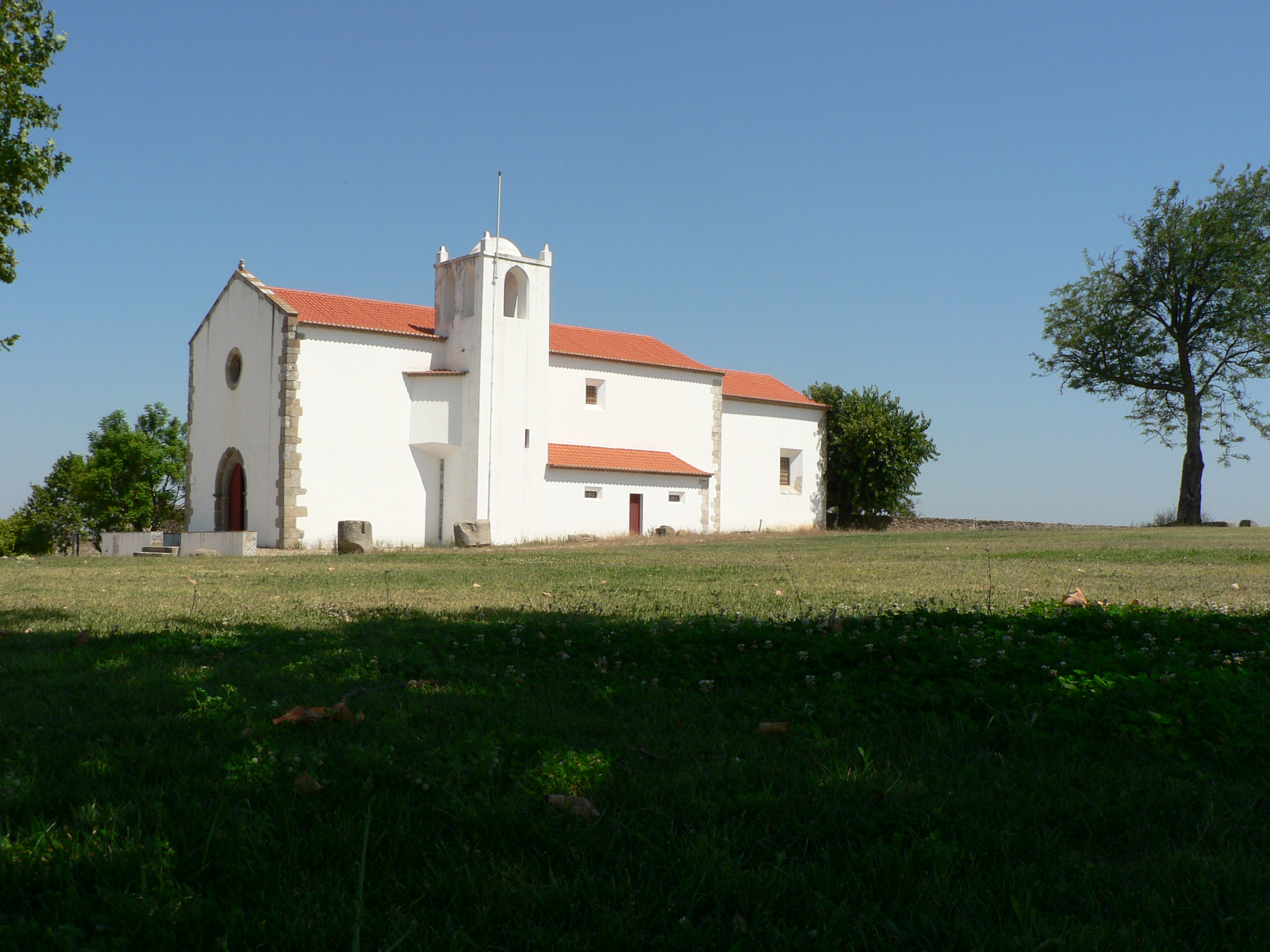
كنيسة سانتا ماريا دو كاستيلو القديمة، وتقع في منطقة المستوى المركزي داخل أسوار القلعة

تتمتع القلعة بموقع مهيب على الحافة اليمنى لنهر تاجة ، وتعلو قمة تل يطل على المدينة والمناظر الطبيعية المحلية. وهو عبارة عن حصن مميز على قمة تل، يقع على هضبة يبلغ ارتفاعها 197 مترًا تهيمن على المدينة، وهو مصمم للاستفادة من المنحدر الحاد للجرف الشمالي الشرقي. تم تعزيز الأجزاء الجنوبية والجنوبية الشرقية والشرقية من القلعة بحصون وجدران ستائرية. بالإضافة إلى الاحتجاز المعزول والكتلة (في وسط الأرض)، يهيمن على الطرف الشرقي من القلعة Paços do Marquis و Paços dos Condes وكنيسة سانتا ماريا دو كاستيلو.
كان الحصن العسكري، مثل حصون العصور الوسطى الأخرى، مركز القوة والملجأ في حالة الهجوم؛ عاش المجتمع خارج الأسوار، في المدينة ، وهي مساحة تضم الكنيستين الرئيسيتين في ساو فيسنتي وساو جواو.
تم بناء القلعة من الصخور الحجرية في شكل متعدد الأضلاع غير منتظم يعلو وجه منحدر صخري بجدران عمودية شديدة الانحدار. في الأصل من العمارة الرومانية ، أخذت جوانب من العمارة القوطية من خلال الإضافات المتعاقبة وإعادة التصميم وإعادة البناء بعد القرن الثالث عشر. البقايا الوحيدة من قلعة القرون الوسطى الصارمة هي كتلة الاحتجاز ورواق الأسلحة (في الزاوية الشمالية الشرقية) وحاجز المراقبة الذي يطل على مناظر بانورامية للمنطقة.

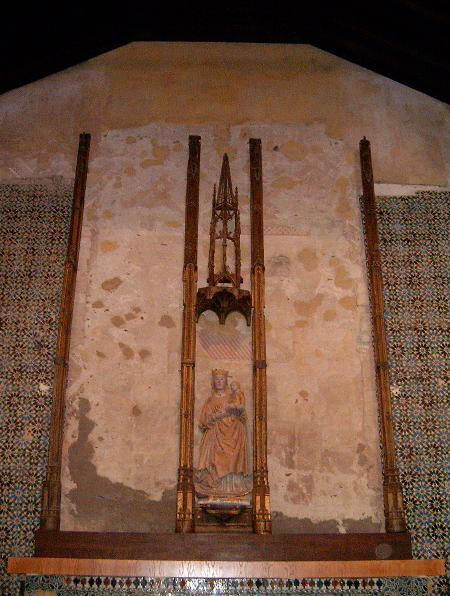
المذبح الداخلي لكنيسة سانتا ماريا دو كاستيلو الصغيرة

كانت كتلة الاحتجاز المستطيلة الموجودة في وسط القلعة تتكون في الأصل من ثلاثة مستويات، ولكن تم تدمير المستويين العلويين في زلزال عام 1531. تم الانتهاء من إعادة التصميم في القرن التاسع عشر من طابع الواجهة.
تم تعزيز الخط الأول من الجدران بأبراج أسطوانية وتتخللها فتحات رأسية. تتوزع حصون القلعة، التي اكتمل بناؤها في القرن الثامن عشر، حول الجزء الأقدم من مستوطنة أبرانتس.
الساحة العسكرية القديمة، وعلى الطرف الغربي من القلعة، توجد أطلال باكو دوس كونديس دي أبرانتيس القديمة ( (بالإنجليزية: Residence of the Counts of Abrantes)‏ ). بدأ البناء في عام 1530، على يد عمدة الفيلا ، ديوغو فرنانديز دي ألميدا، وقد تم تصميمه للاستفادة من الجدار لتعزيز الهيكل. تم تعديل Paços ، الذي يتميز بعناصر معمارية فخمة على الطراز الباروكي، بشكل كبير في القرن الثامن عشر على يد مركيز أبرانتيس الأول، رودريغو أنيس دي سا ألميدا إي مينيزيس. من بين هذه العناصر، يعد لوجيا ، الذي يتكون من رواق مكون من 11 امتدادًا مثاليًا، محاذاة بشكل متناظر على مستويين أسطوانيين، الجزء الأكثر تميزًا في مجمع أبرانتيس.
في الداخل، تم تحويل كنيسة سانتا ماريا دو كاستيلو، ذات الطراز القوطي، إلى متحف يعرض مجموعة من المنحوتات الرومانية والمصنوعات اليدوية الجنائزية من القرنين الخامس عشر والسادس عشر، بالإضافة إلى الأزوليجوس .